# 부건빌원숭이얼굴박쥐
부건빌원숭이얼굴박쥐(Pteralopex anceps)는 큰박쥐과에 속하는 박쥐의 일종이다. 멜라네시아의 부건빌섬과 슈아절섬에서만 발견된다. 서식지 감소와 사람들의 서식지 교란때문에 멸종위기종으로 분류되고 있다.